# Porto Canal
Porto Canal é um canal de televisão português, sediado na área do Grande Porto, que perspectiva o território nacional a partir do Porto, da Área Metropolitana do Porto e da  Região do Norte, com uma programação diversificada em diversas áreas: informação, desporto e entretenimento. De facto, embora detenha conteúdos relativos ao Fuetbol Clube do Porto (FC Porto), é um canal generalista, que trata temas de todas as áreas, abrangendo todas as matérias, e que são transmitidas ao público através de uma programação de qualidade e original, sendo a única estação televisiva com praticamente 100% de produção portuguesa própria.
Atualmente possui dois estúdios: na Senhora da Hora (Matosinhos) e no Estádio do Dragão. No centro de produção da sede do Porto Canal, na Senhora da Hora, são emitidos a maioria dos programas de informação. Entre diversas melhorias, o estúdio de Matosinhos foi recentemente dotado de vários cenários virtuais e requalificado com as mais modernas tecnologias. No novo estúdio, localizado entre o Estádio do Dragão e o Dragão Caixa, são emitidos os programas de entretenimento e os espaços relacionados com o universo FC Porto.
O canal é transmitido através de acesso pago, pelas quatro operadoreas 4Play portuguesas (NOS, MEO, Vodafone e NOWO), e gratuitamente no Dailymotion (esta emissão também está incorporada no site do Porto Canal).

## História
O Porto Canal inicia as suas emissões a 29 de setembro de 2006, com uma programação que contempla uma forte aposta na informação de interesse específico para os concelhos que integram o Grande Porto, contando com a colaboração de empresas, autarquias e outras entidades desta área metropolitana, nomeadamente, a Universidade do Porto e Futebol Clube do Porto.
Em 2009, por altura do seu terceiro aniversário, o Porto Canal deixa de estar focado unicamente na região do Grande Porto, abrindo-se à restante região do Norte, com vários programas dedicados. Tendo aberto nove delegações: Mirandela, Arcos de Valdevez e Penafiel em 2010; Guimarães, Braga e Douro (Vila Real) abertas no início de 2011, Aveiro Norte e Lisboa em 2012, e Aveiro em 2013.
A 1 de agosto de 2011 o Porto Canal passa a ser gerido pelo Futebol Clube do Porto (FC Porto), através de uma parceria com os proprietários do canal, a espanhola MediaPro, com opção de compra ao fim de dois anos. Nesse mesmo dia foram introduzidos dois novos programas: o “Somos Porto” e o “Flash Porto”. 
No dia em que comemora cinco anos de emissão, a 29 de Setembro de 2011, a grelha de programação é “refrescada” com novos programas de informação geral e com marca FC Porto. Estreia também o programa "Azul e Branco".
No dia 10 de janeiro de 2012, Júlio Magalhães é apresentado por Jorge Nuno Pinto da Costa, presidente do FC Porto, como diretor-geral do canal. Entra em funções a 1 de Fevereiro de 2012. A 6 de março de março de 2012, entra em funcionamento a delegação de Lisboa, que se junta assim a outras seis delegações espalhadas pela região Norte.
O primeiro jogo do FC Porto B é transmitido em direto a 18 de agosto de 2012, sendo o seu adversário o União da Madeira.
A 17 de julho de 2015 terminam, com sucesso, o processo de aquisição do Porto Canal pelo FC Porto, envolvendo a Sociedade dos Aliados, detida pela Medialuso, e a FC Media.
No dia 11 de janeiro de 2016 iniciou-se uma nova era no Porto Canal. A partir desta data, o canal nacional surge renovado, mais forte e mais abrangente. Depois de adquirido pelo FC Porto, o Porto Canal sofre alterações profundas quer a nível qualitativo, quer a nível tecnológico. Assim, e após esta aquisição, o clube português, investiu num extensivo upgrade tecnológico, com particular impacto na melhoria da qualidade som e imagem (HDTV), visando também a renovação do logótipo e do grafismo do canal. As mudanças estão também relacionadas com o investimento em mais horas de conteúdos relativos ao FC Porto e mais emissões em direto de jogos do FC Porto B e das equipas de formação (sub-19, Sub-17e Sub-15), o mesmo acontecendo com os jogos de outras modalidades, nomeadamente andebol, basquetebol e hóquei em patins. 